# Natação no Campeonato Europeu de Esportes Aquáticos de 2022 - 50 m borboleta masculino
A prova dos 50 metros nado borboleta masculino da natação no Campeonato Europeu de Esportes Aquáticos de 2022 ocorreu nos dias 11 e 12 de agosto no Foro Italico, em Roma na Itália. 

## Calendário
| Fase          | Data         | Hora  |
| ------------- | ------------ | ----- |
| Eliminatórias | 11 de agosto | 09:00 |
| Semifinal     | 11 de agosto | 18:00 |
| Final         | 12 de agosto | 18:07 |

Todos os horários estão no horário local (UTC+1)

## Recordes
Antes desta competição, os recordes eram os seguintes:
|                       | Nadador        | Tempo | Local   | Data                |
| --------------------- | -------------- | ----- | ------- | ------------------- |
| Recorde mundial       | Andriy Govorov | 22.27 | Roma    | 1 de julho de 2018  |
| Recorde europeu       | Andriy Govorov | 22.27 | Roma    | 1 de julho de 2018  |
| Recorde do campeonato | Andriy Hovorov | 22.48 | Glasgow | 7 de agosto de 2018 |

## Medalhistas
| Ouro                | Prata                 | Bronze              |
| Thomas Ceccon (ITA) | Maxime Grousset (FRA) | Diogo Ribeiro (POR) |

## Resultados

### Eliminatórias
Esses foram os resultados das eliminatórias.
| Pos. | Bateria | Raia | Nadador                  | Nacionalidade | Tempo | Notas |
| ---- | ------- | ---- | ------------------------ | ------------- | ----- | ----- |
| 1    | 4       | 5    | Nyls Korstanje           | Países Baixos | 22.90 | Q,    |
| 2    | 6       | 5    | Maxime Grousset          | França        | 23.20 | Q     |
| 3    | 4       | 3    | Diogo Ribeiro            | Portugal      | 23.24 | Q,    |
| 4    | 4       | 6    | Piero Codia              | Itália        | 23.28 | Q     |
| 5    | 6       | 4    | Thomas Ceccon            | Itália        | 23.38 | Q     |
| 6    | 4       | 4    | Andriy Govorov           | Ucrânia       | 23.41 | Q     |
| 7    | 5       | 0    | Josif Miladinov          | Bulgária      | 23.46 | Q,    |
| 8    | 6       | 3    | Simon Bucher             | Áustria       | 23.47 | Q     |
| 9    | 5       | 4    | Szebasztián Szabó        | Hungria       | 23.49 | Q     |
| 10   | 5       | 6    | Nicholas Lia             | Noruega       | 23.52 | Q     |
| 11   | 4       | 9    | Mario Mollà              | Espanha       | 23.54 | Q     |
| 12   | 5       | 5    | Konrad Czerniak          | Polónia       | 23.55 | Q     |
| 13   | 6       | 7    | Karol Ostrowski          | Polónia       | 23.57 | Q     |
| 14   | 5       | 7    | Max McCusker             | Irlanda       | 23.61 | Q     |
| 15   | 5       | 9    | Alberto Lozano           | Espanha       | 23.62 | Q     |
| 15   | 6       | 8    | Thomas Piron             | França        | 23.62 | Q     |
| 17   | 6       | 9    | Kristian Gkolomeev       | Grécia        | 23.65 |       |
| 18   | 5       | 3    | Thomas Verhoeven         | Países Baixos | 23.72 |       |
| 19   | 3       | 4    | Stergios Bilas           | Grécia        | 23.79 |       |
| 19   | 4       | 2    | Lorenzo Gargani          | Itália        | 23.79 |       |
| 21   | 5       | 2    | Daniel Zaitsev           | Estónia       | 23.82 |       |
| 22   | 6       | 2    | Meiron Cheruti           | Israel        | 23.89 |       |
| 23   | 4       | 0    | Julien Berol             | França        | 23.93 |       |
| 23   | 6       | 1    | Vladyslav Bukhov         | Ucrânia       | 23.93 |       |
| 25   | 5       | 8    | Julien Henx              | Luxemburgo    | 23.95 |       |
| 26   | 4       | 8    | Oskar Hoff               | Suécia        | 23.97 |       |
| 26   | 2       | 5    | Nikola Miljenić          | Croácia       | 23.97 |       |
| 26   | 4       | 7    | Jacob Peters             | Reino Unido   | 23.97 |       |
| 29   | 6       | 0    | Matteo Rivolta           | Itália        | 23.98 |       |
| 30   | 6       | 6    | Paweł Smoliński          | Polónia       | 24.06 |       |
| 30   | 2       | 3    | Konstantinos Stamou      | Grécia        | 24.06 |       |
| 32   | 3       | 7    | Christos Papadopoulos    | Grécia        | 24.12 |       |
| 32   | 3       | 5    | Kenzo Simons             | Países Baixos | 24.12 |       |
| 34   | 3       | 8    | Heiko Gigler             | Áustria       | 24.13 |       |
| 34   | 4       | 1    | Jan Šefl                 | Chéquia       | 24.13 |       |
| 36   | 3       | 9    | Julius Munk              | Dinamarca     | 24.14 |       |
| 37   | 3       | 3    | Sean Niewold             | Países Baixos | 24.18 |       |
| 38   | 2       | 4    | Brendan Hyland           | Irlanda       | 24.19 |       |
| 39   | 3       | 2    | Clément Secchi           | França        | 24.22 |       |
| 40   | 1       | 8    | Oleksii Khnykin          | Ucrânia       | 24.32 |       |
| 41   | 2       | 8    | Tomàs Lomero             | Andorra       | 24.35 |       |
| 42   | 2       | 6    | Bernat Lomero            | Andorra       | 24.37 |       |
| 43   | 2       | 2    | Alex Ahtiainen           | Estónia       | 24.41 |       |
| 44   | 3       | 1    | Ádám Halás               | Eslováquia    | 24.42 |       |
| 45   | 3       | 0    | Valentyn Nesterkin       | Ucrânia       | 24.51 |       |
| 46   | 3       | 6    | Tobias Dan Hansen        | Dinamarca     | 24.54 |       |
| 47   | 2       | 1    | Đurđe Matić              | Sérvia        | 24.57 |       |
| 48   | 1       | 5    | Símon Elías Statkevicius | Islândia      | 24.63 |       |
| 49   | 1       | 4    | Artur Barseghyan         | Armênia       | 24.64 |       |
| 49   | 2       | 0    | Malthe Lindeblad         | Dinamarca     | 24.64 |       |
| 51   | 2       | 7    | Ari-Pekka Liukkonen      | Finlândia     | 25.09 |       |
| 52   | 1       | 1    | Ramil Valizada           | Azerbaijão    | 25.25 |       |
| 53   | 2       | 9    | Tomáš Franta             | Chéquia       | 25.26 |       |
| 54   | 1       | 3    | Rudi Spiteri             | Malta         | 25.51 |       |
| 55   | 1       | 2    | Luka Kukhalashvili       | Geórgia       | 25.54 |       |
| 56   | 1       | 6    | Alessandro Rebosio       | San Marino    | 25.81 |       |
| 57   | 1       | 7    | Drini Ujkashej           | Albânia       | 29.80 |       |
| 58   | 5       | 1    | Jakub Majerski           | Polónia       | DNS   | DNS   |

### Semifinal
Esses foram os resultados das semifinais. 
| Pos. | Bateria | Raia | Nadador           | Nacionalidade | Tempo | Notas |
| ---- | ------- | ---- | ----------------- | ------------- | ----- | ----- |
| 1    | 2       | 4    | Nyls Korstanje    | Países Baixos | 22.88 | Q,    |
| 2    | 1       | 4    | Maxime Grousset   | França        | 22.90 | Q     |
| 3    | 2       | 3    | Thomas Ceccon     | Itália        | 23.14 | Q     |
| 4    | 2       | 5    | Diogo Ribeiro     | Portugal      | 23.18 | Q,    |
| 5    | 2       | 6    | Josif Miladinov   | Bulgária      | 23.20 | Q,    |
| 6    | 1       | 3    | Andriy Govorov    | Ucrânia       | 23.34 | Q     |
| 7    | 2       | 2    | Szebasztián Szabó | Hungria       | 23.36 | Q     |
| 8    | 1       | 6    | Simon Bucher      | Áustria       | 23.39 | Q     |
| 9    | 1       | 5    | Piero Codia       | Itália        | 23.48 |       |
| 10   | 2       | 7    | Mario Mollà       | Espanha       | 23.61 |       |
| 11   | 2       | 1    | Karol Ostrowski   | Polónia       | 23.64 |       |
| 12   | 2       | 8    | Alberto Lozano    | Espanha       | 23.66 |       |
| 13   | 1       | 7    | Konrad Czerniak   | Polónia       | 23.70 |       |
| 14   | 1       | 8    | Thomas Piron      | França        | 23.71 |       |
| 15   | 1       | 1    | Max McCusker      | Irlanda       | 23.75 |       |
| 16   | 1       | 2    | Nicholas Lia      | Noruega       | 23.88 |       |

### Final
Esse foi o resultado da final. 
| Pos.              | Raia | Nadador           | Nacionalidade | Tempo | Notas            |
| ----------------- | ---- | ----------------- | ------------- | ----- | ---------------- |
| Medalha de ouro   | 3    | Thomas Ceccon     | Itália        | 22.89 |                  |
| Medalha de prata  | 5    | Maxime Grousset   | França        | 22.97 |                  |
| Medalha de bronze | 6    | Diogo Ribeiro     | Portugal      | 23.07 | Recorde nacional |
| 4                 | 4    | Nyls Korstanje    | Países Baixos | 23.10 |                  |
| 5                 | 8    | Simon Bucher      | Áustria       | 23.12 | Recorde nacional |
| 6                 | 7    | Andriy Govorov    | Ucrânia       | 23.18 |                  |
| 7                 | 2    | Josif Miladinov   | Bulgária      | 23.41 |                  |
| 8                 | 1    | Szebasztián Szabó | Hungria       | 23.62 |                  |

Legenda
| Recorde mundial       | Recorde mundial (World record)               |                       | Recorde africano                      | Recorde africano (African) |                                           | Q | Classificado por posição (Qualified) |
| Recorde do campeonato | Recorde do campeonato (Championship record)  | Recorde da América    | Recorde da América (Americas)         | q                          | Classificado por melhor tempo (Qualified) |   |                                      |
| Melhor marca do ano   | Melhor marca do ano (World leading)          | Recorde asiático      | Recorde asiático (Asian)              | DNS                        | Não largou (Did not start)                |   |                                      |
| Recorde nacional      | Recorde nacional (National record)           | Recorde europeu       | Recorde europeu (European)            | DNF                        | Não terminou (Did not finish)             |   |                                      |
| Recorde pessoal       | Recorde pessoal do atleta (Personal best)    | Recorde da Oceania    | Recorde da Oceania (Oceania)          | DSQ / DQ                   | Desclassificado (Disqualified)            |   |                                      |
| Recorde da temporada  | Recorde da temporada do atleta (Season best) | Recorde sul-americano | Recorde sul-americano (South America) | NM                         | Sem marca (No mark)                       |   |                                      |